# Comandos Hayes

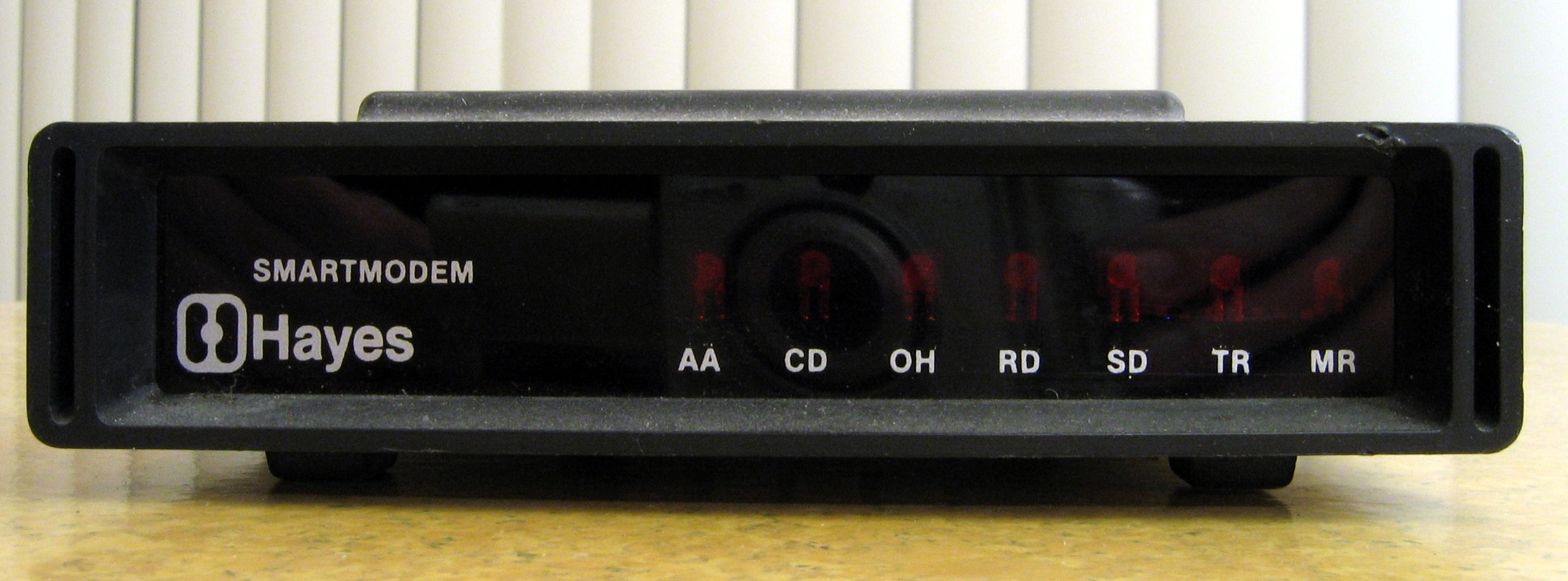
Hayes 300 Baud Smartmodem

O conjunto de comandos Hayes, também conhecido como conjunto de comandos AT (onde AT vem de attention, em português: atenção), é uma linguagem de comandos específica, originalmente desenvolvida por Dennis Hayes, em 1981, para o modem Hayes Smartmodem 300 bauds.
O conjunto de comandos consiste em uma série de cadeias de texto curtas que podem ser combinadas para produzir comandos para operações como discagem, desligamento e alteração dos parâmetros da conexão. A grande maioria dos modems dial-up usa o conjunto de comandos Hayes em diversas variações.
O conjunto de comandos abrange apenas as operações suportadas pelos primeiros modems de 300 bits/s. Quando novos comandos foram necessários para controlar funcionalidades adicionais em modems de alta velocidade, diversos padrões pontuais surgiram de cada um dos principais fornecedores. Eles continuaram compartilhando a estrutura e a sintaxe básicas de comandos, mas adicionaram vários novos comandos usando algum tipo de caractere de prefixo - & para Hayes e USR e \ para Microcom, por exemplo. Muitos deles foram padronizados novamente nas extensões Hayes após a introdução do SupraFAXModem 14400 e a consolidação do mercado que se seguiu.
O termo "compatível com Hayes" foi e, a partir de 2018, ainda é importante dentro da indústria.

## Descrição
O conjunto de comandos Hayes pode subdividir-se em quatro grupos:
1. conjunto de comandos básicos - Um carácter maiúsculo seguido de um dígito. Por exemplo, M1.
2. conjunto alargado de comando - um "&" (e comercial) e um carácter maiúsculo seguido de um dígito. Isso amplia o conjunto de comandos básicos. Por exemplo &M1.
3. conjunto de comandos proprietário - Geralmente começa quer com uma barra invertida ("\") ou com um sinal de porcentagem ("%"); estes comandos variam muito entre os fabricantes de modem.
4. comandos registradores - Sr = n, em que r é o número de registro a ser alterado, e n é o novo valor que é atribuído.

## Comandos AT mais usados[6]
| Comando    | Funções                                         |
| ---------- | ----------------------------------------------- |
| ATA        | Responde à chamada                              |
| ATD número | Origina uma chamada para número                 |
| ATE        | Determina o modo de eco de caracteres           |
| ATH        | Desliga uma chamada existente                   |
| ATO        | Passagem do modo de comandos para modo de dados |
| "+++"      | Passagem do modo de dados para modo de comandos |
| ATV        | Formata as respostas do modem                   |
| ATX        | Monitoria o número de respostas do modem        |